# 타오위안구 (타오위안시)

타오위안 구의 위치

타오위안구(한국어: 도원구, 중국어: 桃園區, 병음: Táoyuán Qū)는 중화민국 타오위안 시의 시할구이다. 넓이는 34.8046km2이고, 인구는 2015년 8월 기준으로 424,852명이다. 타오위안 시 정부의 소재지이다.
2014년 12월, 타오위안 현이 타오위안 시(직할시)로 승격됨에 따라 기존의 타오위안 시가 타오위안 구로 개편되었다.

## 지리

### 인접 향진시
- 타오위안 시 : 중리 구, 바더 구, 루주 구, 구이산 구
- 신베이시 : 잉거 구

## 역사
명나라 말의 정성공 시기에, 대만 북부는 원주민인 케타갈란족의 거주지이며, 타오위안 지구는 난칸시(南崁渓)를 경계로 남감사(南崁社)와 귀륜사(亀崙社)로 나뉘어 있었다. 청대의 1723년이 되면, 대만 북부에 담수청(淡水廳)이 설치되어 한족에 의한 개발이 착수되었다. 타오위안 지구에 최초로 진출한 한족의 기록으로서는 복건 장주의 남용의 기록이 남아 있다. 1727년, 가시나무가 군생했기 때문에 한족 취락을 호모장(虎茅莊)으로 부르게 되었다. 대규모 이주는 1737년에 객가인 설계륭에 의해 이루어졌다. 개발 지역은 귀산에서 도원을 거쳐 팔덕에 이르는 광대한 것이며, 공관은 도원에 설치되었고 주변에는 초점이라고 부르는 간이 상점이 처마를 나란히 했다. 개발이 시작된지 10년이 경과하면서 이곳에는 풍부한 밭이 펼쳐져 봄에는 복숭아가 흐드러지게 핀 것으로부터 1747년에 도자원(桃仔園)이라고 개칭되었다. 지명으로 사용된 仔자는 장주로부터의 이민자가 많은 것을 나타내 보이는 문자이다.
일본 통치 시대에 도엔(桃園)으로 개칭되어 현재에 이르고 있다.

## 행정 구역
| 타오위안구 지도                        |
| 스중구 중루구 푸쯔구 구이지구 다수린구 |

- 구이지구(會稽區)
  - 구이지리(會稽里)
  - 다싱리(大興里)
  - 다예리(大業里)
  - 다유리(大有里)
  - 둥먼리(東門里)
  - 둥산리(東山里)
  - 바오민리(寶民里)
  - 바오산리(寶山里)
  - 볜저우리(汴洲里)
  - 싼민리(三民里)
  - 싼위안리(三元里)
  - 완서우리(萬壽里)
  - 중이리(忠義里)
  - 차오양리(朝陽里)
  - 청궁리(成功里)
  - 춘르리(春日里)
  - 칭시리(青溪里)
  - 콰이러리(檜樂里)
  - 푸위안리(福元里)
- 다수린구(大樹林區)
  - 다린리(大林里)
  - 다수리(大樹里)
  - 다펑리(大豐里)
  - 윈린리(雲林里)
  - 젠궈리(建國里)
  - 펑린리(豐林里)
  - 푸린리(福林里)
  - 푸안리(福安里)
- 스중구(市中區) 	
  - 광싱리(光興里)
  - 난먼리(南門里)
  - 난화리(南華里)
  - 민성리(民生里)
  - 베이먼리(北門里)
  - 시먼리(西門里)
  - 시후리(西湖里)
  - 우링리(武陵里)
  - 원밍리(文明里)
  - 원창리(文昌里)
  - 원화리(文化里)
  - 융싱리(永興里)
  - 중싱리(中興里)
  - 중허리(中和里)
  - 창메이리(長美里)
- 중루구(中路區) 
  - 룽강리(龍岡里)
  - 룽샹리(龍祥里)
  - 룽서우리(龍壽里)
  - 룽안리(龍安里)
  - 룽펑리(龍鳳里)
  - 룽산리(龍山里)
  - 원중리(文中里)
  - 위산리(玉山里)
  - 중더리(中德里)
  - 중루리(中路里)
  - 중성리(中聖里)
  - 중산리(中山里)
  - 중신리(中信里)
  - 중위안리(中原里)
  - 중정리(中正里)
  - 중청리(中成里)
  - 중타이리(中泰里)
  - 중핑리(中平里)
  - 타이산리(泰山里)
- 푸쯔구(埔子區) 
  - 난푸리(南埔里)
  - 둥푸리(東埔里)
  - 루이칭리(瑞慶里)
  - 밍더리(明德里)
  - 바오안리(寶安里)
  - 바오칭리(寶慶里)
  - 베이푸리(北埔里)
  - 시푸리(西埔里)
  - 신광리(信光里)
  - 신푸리(新埔里)
  - 융안리(永安里)
  - 좡징리(莊敬里)
  - 중닝리(中寧里)
  - 중푸리(中埔里)
  - 징궈리(經國里)
  - 쯔창리(自強里)
  - 창더리(長德里)
  - 창안리(長安里)
  - 츠원리(慈文里)
  - 퉁더리(同德里)
  - 퉁안리(同安里)

## 교통

### 철도
- 타이완 철로관리국 종관선
- 타이완 철로관리국 린커우 선

### 도로
- 국도 1호선
- 국도 2호선

## 자매 도시
- 미국 캘리포니아주 어바인